# Lac Spirit (Colorado)
Pour les articles homonymes, voir Spirit Lake (homonymie).
Le lac Spirit (en anglais : Spirit Lake) est un lac américain dans le comté de Grand, dans le Colorado. Il est situé à 3 141 mètres d'altitude au sein du parc national de Rocky Mountain. On l'atteint par l'East Inlet Trail, un sentier de randonnée inscrit au Registre national des lieux historiques depuis le 28 février 2005.